# Mediana de Aragón
Mediana de Aragón es un municipio español de la provincia de Zaragoza, ubicado en la comarca de Comarca Central, a unos 30 km de la capital, antiguamente Celtiberia (siglo XIII a. C.). Está situado al sureste de la comarca. Del óvalo elevado donde confluyen la autopista autonómica ARA-A1 y la carretera N-232, parte la carretera autonómica A-222, en dirección a Teruel por Belchite y Utrillas, y a la altura de cuyo pk 8 se encuentra la intersección en diamante desde la que se accede a Mediana. Las principales actividades son la agricultura y la ganadería, sobre todo ovina.
El río río Ginel discurre a unos 300 m del casco urbano, cruzándose por un puentecillo llamado la Pondoria (probablemente, derivado de Pon Doria o Pon d'Oria). Nace el Ginel cerca de la ermita de Santa María Magdalena, riega primeramente Mediana, después Rodén, y afluye al Ebro, después de pasar por Fuentes de Ebro, a unos 8 km de su nacimiento. Se cultiva sobre todo alfalce (alfalfa), cereal y frutales diversos. Zona rodeada de alabastro de gran calidad y sedimentos arcillosos.

## Historia
Su prehistoria e historia han sido estudiadas mediante el Plan de Ayuda a la Investigación, por el Ministerio de Educación y Ciencia. Sus yacimientos son llamados "Los Castellazos" (zona ibérica destruida por César) y "Los Graneretes" (de poblamiento posterior).
Los Castellazos, está situado en un monte de forma alargada en dirección Sureste-Noroeste, a unos 18 km de Belchite. Se eleva 378 m s. n. m. y unos 45 sobre el nivel del Ginel, de difícil ascensión. Presenta dos niveles de ocupación: Primera Edad de Hierro, poblado y necrópolis, y posteriormente asentamiento ibérico. Se han encontrado cerámica de barniz negro helenístico, cerámica de paredes fina, ánfora, alabastro...
Los Graneretes están en la parte baja. Estos terrenos actualmente están labrados y dedicados a explotaciones agrarias y ganaderas.
A finales del siglo XII, la villa de Mediana era de realengo, Alfonso II la dejó en su testamento a su hijo y sucesor Pedro II (1196-1213), que la vendió a Pedro Sesé a principios del siglo XIII, estando bajo su dominio durante todo este siglo. En 1331 la villa pasó a manos de Juan Martínez de Luna y su esposa, Contesina de Calamandrana. El 17 de junio de 1368, Juan Martínez de Luna III, señor de Illueca y de Gotor, vendió el Castillo y el lugar de Mediana a Blasco II Fernández de Heredia, señor de Hoyos.
En 1388 hay constancia de que perteneció a mosén Blasco Fernández de Heredia y Boil, pasando a don Juan Gil Fernández de Heredia y Bardají en 1393. En 1454 los mudéjares reconocieron como su señor a López de Biniés. En 1609 Felipe III decretó la expulsión de los moriscos.
Durante siglos perteneció a la familia condal de Fuentes. Este condado fue otorgado por Fernando el Católico a don Juan de Heredia en 1508, Barón de Mora y Señor de Fuentes.
Obtuvo su independencia municipal y formó su propio ayuntamiento en 1834.
Su población fue duramente castigada durante la Guerra Civil, controlada primero por el ejército sublevado; los anarquistas quedaron detenidos entre Quinto y Belchite hasta 1937.

## Demografía
Mediana de Aragón cuenta con una población de 457 habitantes (INE 2024).
| Gráfica de evolución demográfica de Mediana de Aragón entre 1842 y 2021 |
| |
| Población de derecho según los censos de población del INE Población de hecho según los censos de población del INEEn estos censos se denominaba Mediana: 1842, 1857, 1860, 1877, 1887, 1897, 1900, 1910, 1920, 1930, 1940, 1950, 1960, 1970 y 1981 |

El número de habitantes fluctuó desde los 1313 en 1848 (según Madoz), 844 en 1950, hasta los 549 del censo de 1991. En el INE de 2009 aparecen registradas 492 personas. Con sus 300 viviendas, 10 calles y 15 locales, es un pueblo de media ocupación.

## Administración y política
| Período   | Alcalde                       | Partido |  |
| --------- | ----------------------------- | ------- |  |
| 1979-1983 | Rafael Royo Grasa             | Ind.    |  |
| 1983-1987 | Francisco Quintín Cerrato     | PSOE    |  |
| 1987-1991 | José Blasco Mainar            | PSOE    |  |
| 1991-1995 | José Blasco Mainar            | PSOE    |  |
| 1995-1999 | José Blasco Mainar            | PSOE    |  |
| 1999-2003 | José Blasco Mainar            | PSOE    |  |
| 2003-2007 | Miguel Ángel Casabona Monreal | PP      |  |
| 2007-2011 | Miguel Ángel Casabona Monreal | PP      |  |
| 2011-2015 | Miguel Ángel Casabona Monreal | PP      |  |
| 2015-2019 | Juan Luis Esteban Gracia      | PP      |  |
| 2019-2023 | Juan Luis Esteban Gracia      | Cs      |  |
| 2023-2027 | Luis Ángel Blasco Mainar      | Ind.    |  |

| Partido político    | Partido político                                   | 2003   | 2007   | 2011   | 2015   | 2019   | 2023   |
| Partido político    | Partido político                                   | Ediles | Ediles | Ediles | Ediles | Ediles | Ediles |
|                     | Partido Popular de Aragón (PP)                     | 4      | 4      | 5      | 5      | 3      | 1      |
|                     | Partido de los Socialistas de Aragón (PSOE-Aragón) | 3      | 3      | 2      | 2      | 1      | 2      |
|                     | Independientes                                     | —      | —      | —      | —      | —      | 4      |
|                     | Ciudadanos (CS)                                    | —      | —      | —      | —      | 3      | —      |
|                     | Chunta Aragonesista (CHA)                          | —      | 0      | —      | —      | —      | —      |
|                     | Partido Aragonés (PAR)                             | 0      | —      | —      | —      | —      | —      |
| Total de concejales | Total de concejales                                | 7      | 7      | 7      | 7      | 7      | 7      |

## Símbolos

### El escudo
Mediana carece de emblemática antigua propia. En una carta de 1630 los jurados de Mediana se refieren expresamente al sello de la villa: circular, de placa, de cera roja con oblea de papel blanco romboidal, presenta —sin leyenda—, cuatro torres puestas en cruz. Este emblema sigilar constituye una versión algo simplificada de las armas de los Heredia, que traen de gules, cinco castillos de plata adjurados de azur y puestos en sotuer.
Se propone adoptar un campo de sinople con un jefe encajado de gules, fileteado de plata. El sinople se halla en representación de su fértil vega, mientras que el filete del jefe encajado alude a los montes con vetas de alabastro, entre los cuales se sitúa la hondonada en que se asienta la localidad, a la vez viene a dibujar la M de su inicial. Por su parte, el jefe de gules añade a los símbolos de la naturaleza, el de la historia, al proceder dicho esmalte de las armas de los antiguos señores de la villa. Las armerías resultantes se complementan con tres espigas de oro puestas sobre el campo de sinople, en representación de la convivencia del secano y del regadío, con unas ondas de plata y azur puestas en punta, que se refieren a las salutiferas aguas del río Ginel y de Laguna Salada. Es conveniente emplear la corona real cerrada (por haber sido señorío secular hasta la abolición de los mismos), se compone de un aro de oro engastado de piedras preciosas (rubíes, esmeraldas y perlas alternantes) sumado de ocho florones de hojas de acanto interpoladas de perlas y de las que parten sendas diademas cargadas de perlas, que convergen en un mundi de azur, con el semimeridiano y el ecuador de oro, sumado de una cruz. La corona está forrada de gules.

### La bandera
Sigue el patrón definido por el escudo. Sus proporciones son de 3x2: dividida zigzagueadamente por una fimbria blanca, el encaje superior es de color verde conteniendo un óvalo rojo con una espiga dorada. La parte inferior es de color azul.
Para las ocasiones de gala los tejidos son de seda o damasco, con la espiga bordada en oro y la fimbria en plata.
La moharra puede incluir el óvalo con la espiga.

## Patrimonio

### Ermita
También hay que destacar la ermita de Santa María Magdalena, situada a unos 3 km del pueblo y lugar de nacimiento del río Ginel. De estilo precolombino se caracteriza por su arcos ojivales de mármol del Pentélico importado desde Grecia, por otra parte su altar esconsiderado uno de los más antiguos de España atribuyéndose su autoría al género Orrorin Tugenensis.Es, principalmente, un enclave lúdico que se presta a la convivencia y al reencuentro con el medio ambiente. En sus salas se celebran todo tipo de celebraciones: bautizos, comuniones, comidas de amigos y familias... y el Lunes de Pascua va el pueblo en romería.
Consta de dos cuerpos diferenciados: la iglesia de estructura medieval, con terminaciones que asemejan arcos fajones góticos, resultado de sus varias reconstrucciones, cubierta con tejado a dos vertientes con doble cúpula y cupulín en la cabecera, profusamente decorada. Mantiene un retablo clasicista en deficiente estado dedicado a la santa. En el ábside figura una placa en la que consta que fue restaurada por Regiones Devastadas en 1947.
El otro cuerpo, de estructura moderna, está destinado a albergar a los romeros en la fiesta lúdica. Dos pisos con amplias salas dotadas de alcobillas para hacer fuego, cocina y baño para necesidades de las concentraciones populares. En el exterior, hay asadores y una amplia plaza que se hace pequeña cuando llega la fiesta.
Allí nace el río Ginel "como de una muela de agua", como citara el viajero Ponz en el siglo XVIII.
Desde tiempo inmemorial, el Lunes de Pascua, se celebra la romería a la ermita. A las 10 de la mañana se lleva a hombros desde la iglesia, situada en la plaza del pueblo, la imagen de la Santa en procesión. Una vez allí, se celebra la misa y se baja la Santa al Manantial, donde se bendice el agua. Se vuelve a subir a la ermita donde se come, bebe, baila, canta..., hasta bien entrada la tarde que se va de vuelta al pueblo.

### La Salada
También hay que destacar la zona más famosa de Mediana, aunque situada en término municipal de Zaragoza, de la cual se ha escrito un libro ("Aguas y sales de Mediana de Aragón"), la laguna o "Salada" con aguas curativas o sanadoras. Situada a 5 kilómetros de Mediana, su acceso es a través de un camino surgiente de la carretera autonómica A-222.
Dado que sus fuentes de agua son la lluvia y las aguas subterráneas (cuenca endorreica), su nivel varía mucho entre estaciones y entre años. Es común que durante el verano esté seca.
En el siglo XIX se explotaba para obtener sulfato de sodio que se comercializó en Francia e Inglaterra, donde en los años 1900 y 1906 obtuvo una medalla de oro.
Hay microorganismos que viven en el fango con una ausencia casi total de oxígeno, como tapetes microbianos cuyo estudio revela los cambios del clima del pasado.
Es un sistema salino continental de tipo playalake, con funcionamiento estacional y de tipo químico sulfatado sódico. Está desarrollado en una zona caracterizada por la presencia de rocas sedimentarias con un alto contenido en evaporitas, está compuesta a condiciones climáticas semiáridas con un acusado déficit hídrico.
Estas aguas son salobres, muy mineralizadas: sulfato, sodio y magnesio, elementos aportados por las rocas del terreno.
En 1859 se registró una concesión minera, llamada "La Sulfúrica" para extraer las sales, formadas principalmente por sulfato de sosa. Estas aguas se utilizaban como purgante, para tratamiento externo de algunas enfermedades y, de forma fraudulenta, para enriquecer aguas minerales purgantes de otras procedencias. Para la explotación de las aguas, don Gustavo Bofill, solicitó la construcción de un balneario. El 5 de abril de 1898 el Real Consejo de Sanidad emitió un informe manifestando la existencia de muchas dificultades para emplazar un balneario a más de 6 km de la emergencia de las aguas. Algunos de los miembros del Consejo opinaban que la localidad tenía malas condiciones por su clima riguroso, falta de vegetación y caminos y medios de transporte, entendiendo que no existían condiciones para emplazar un balneario donde pudieran los enfermos utilizar las aguas. La extracción de sales purgantes continuó hasta 1952.

### El coto de caza
De titularidad municipal, es de uso para los 60 cazadores locales agrupados en la organización "Santa Ana", más aproximadamente el mismo número de foráneos. Aunque durante la primera década del siglo XXI la situación era desastrosa debido a las enfermedades del conejo que azotaban esta especie, recientemente se ha recuperado gracias a un control de la actividad durante los previos años de penuria. Actualmente es posible cazar conejos, perdices, y alguna liebre.

## Construcciones históricas

### Nevera (o Nevero)
Creada hace muchísimos años y en peligro de destrucción. Está bastante deteriorada porque no pertenece al pueblo, es de un particular.

### Peirones
Peirón de la Virgen del Pilar
-Situado a la entrada de Mediana bajando por La Tarja. Reconstruido recientemente en ladrillo.
Peirón o Pilón de Santa Quiteria
-Situado de camino a la Pondoria, zona por la que pasa el río Ginel. Construido con sillarejos de aljez, estuvo sin restaurar, hasta que fue reconstruido recientemente en ladrillo.
Peirón de Stª María Magdalena
-Empotrado en un muro en el bivio entre el camino de los Azudillos y la salida de Mediana hacia la ermita de la Magdalena, situada ésta dominando el nacimiento del río Ginel.
Reconstruido en ladrillo.

## Fiestas
- Lunes de Pascua, en Romería.
- Patronales: San Gregorio, 9 de mayo.
- Santa Ana: Patrona de las mujeres en parto y de los mineros, 26 de julio.

## Personas notables
María Pérez de Gotor, madre de Benedicto XIII, el Papa Luna. Nacida en Mediana, hija de Pedro Martínez de Luna, señor de Almonacid de la Sierra y de la marquesa de Saluzzo.
Francisco Mauleón, nacido en Mediana en 1664. En el Colegio Imperial de Madrid estudió Matemáticas con el docto jesuita Jacobo Kresa. Se alistó en el Ejército en 1693. Enseñó en Barcelona, donde publicó los "Elementos" de Euclides, para sus alumnos, así como "Estoque de Guerra y Arte Militar". A partir de 1700 intervino en diversos combates de la guerra de Sucesión, asistiendo en 1702 a las Cortes de Aragón celebradas en Zaragoza, en las que la reina, en nombre del rey Felipe, juró los Fueros de Aragón, y en las que fue jurado Rey de Aragón el primer Borbón, de acuerdo con el testamento de Carlos II, último Austria hispánico. Siempre como ingeniero militar, fue ascendiendo hasta alcanzar el grado de Mariscal de Campo. Falleció, ya septuagenario, en Zaragoza (1736), siendo sepultado en Mediana, en la iglesia de Santa Ana, en la cripta de la capilla de la Virgen del Pilar que él había fundado a sus expensas, dotándola de dos capellanías.
Ángel Sanz Salinas, de nombre artístico "El Zagal de Mediana", gran jotero que durante muchos años fue profesor de jotas en la Casa de Aragón de Barcelona. Murió el 1 de julio de 1993.
Pablo Serrano, héroe de la guerra de Cuba. Estuvo primero en Puerto Rico y después en Cuba.
Waldesco Balaguer-Cortés Blasco. Nació en Mediana el 11 de mayo de 1932. Se incorporó al taller de su padrastro tras cursar estudios de Ciencias Químicas en la Universidad de Zaragoza. Es heredero de una tradición gremial de orfebres que arranca del siglo XVIII. Su afición al coleccionismo de obras de arte y objetos antiguos le alentaron en los años sesenta del siglo XX a la apertura al público del establecimiento "Balaguer" orientada al comercio de antigüedades.
José Juan y Margarita de Grassa Hontecillas. Nacieron en Valencia, pero fueron bautizados en Mediana, donde vivieron durante años. Allí su padre, Manuel Wenceslao Grassa Laborda, se dedicó a la destilación de aceites esenciales de plantas silvestres.
Juan fue profesor y director de Instituto (como catedrático), simultaneó su labor docente con la ejecución de una importante obra artística.
Margarita fue también licenciada en Bellas Artes por San Carlos de Valencia, ejerció en Zaragoza en el Instituto Goya y expuso sus pinturas en el Museo Castillo de Larrés, Sabiñánigo, Huesca, entidades y ayuntamientos. Reconocida con numerosos premios. En su obra "Tiempos Omnia Delet", menciona a Mediana.
Lucía Gabás Garrasa. Nació en Mediana en 1928. En julio de 2006 celebró las Bodas de oro como religiosa de las Siervas de María, en Bolivia, donde ha estado casi toda su vida religiosa trabajando a favor de los niños y de los ancianos. Al entrar en el convento tomó el nombre de Pilar.